# Lima Challenger 2025 - Doppio
Il doppio del torneo di tennis professionistico Lima Challenger 2025, facente parte della categoria Challenger 50 nell'ambito dell'ATP Challenger Tour 2025, si è giocato dal 23 al 28 giugno a Lima, in Perù. Tra le coppie partecipanti erano assenti Karol Drzewiecki e Piotr Matuszewski, i detentori del titolo.
In finale Boris Arias e Federico Zeballos hanno sconfitto Sekou Bangoura e Roy Stepanov con il punteggio di 6–2, 1–6, [12–10].

## Teste di serie
1. Mariano Kestelboim /  Gonzalo Villanueva (primo turno)
2. Boris Arias /  Federico Zeballos (campioni)

1. Pruchya Isaro /  Kelsey Stevenson (semifinali)
2. Luís Britto /  Ignacio Carou (semifinali)

## Wildcard
1. Christopher Li /  Miguel Tobón (quarti di finale)

1. Vicente Monge /  Luis José Nakamine (primo turno)

## Ranking protetto
1. Mateo Barreiros Reyes /  Juan Sebastián Gómez (quarti di finale)

## Alternate
1. Juan Manuel La Serna /  Lautaro Midón (primo turno, ritirati)

## Tabellone

### Legenda
| - Q = Qualificato - WC = Wild card - LL = Lucky loser | - ALT = Alternate - SE = Special Exempt - PR = Protected Ranking | - w/o = Walkover - r = Ritirato - d = Squalificato |

|  | Primo turno | Primo turno                | Primo turno                | Primo turno               | Primo turno |  |  | Quarti di finale | Quarti di finale           | Quarti di finale           | Quarti di finale   | Quarti di finale   |   |      | Semifinali | Semifinali                  | Semifinali          | Semifinali                    | Semifinali |   |      | Finale | Finale | Finale | Finale | Finale |  |
|  |             |                            |                            |                           |             |  |  |                  |                            |                            |                    |                    |   |      |            |                             |                     |                               |            |   |      |        |        |        |        |        |  |
|  | 1           | M Kestelboim G Villanueva  | M Kestelboim G Villanueva  | 3                         | 65          |  |  |                  |                            |                            |                    |                    |   |      |            |                             |                     |                               |            |   |      |        |        |        |        |        |  |
|  | PR          | M Barreiros Reyes JS Gómez | M Barreiros Reyes JS Gómez | 6                         | 7           |  |  | PR               | M Barreiros Reyes JS Gómez | M Barreiros Reyes JS Gómez | 5                  | 3                  |   |      |            |                             |                     |                               |            |   |      |        |        |        |        |        |  |
|  |             | S Bangoura R Stepanov      | S Bangoura R Stepanov      | 6                         | 6           |  |  |                  | S Bangoura R Stepanov      | S Bangoura R Stepanov      | 7                  | 6                  |   |      |            |                             |                     |                               |            |   |      |        |        |        |        |        |  |
|  | WC          | V Monge LJ Nakamine        | V Monge LJ Nakamine        | 0                         | 3           |  |  |                  |                            |                            |                    |                    |   |      |            | S Bangoura R Stepanov       | 6                   | 5                             | [12]       |   |      |        |        |        |        |        |  |
|  | 4           | L Britto I Carou           | L Britto I Carou           | 6                         | 6           |  |  |                  |                            | 4                          | L Britto I Carou   | 4                  | 7 | [10] |            |                             |                     |                               |            |   |      |        |        |        |        |        |  |
|  |             | S de la Fuente GA Olivieri | S de la Fuente GA Olivieri | 3                         | 4           |  |  | 4                | L Britto I Carou           | L Britto I Carou           | 6                  | 6                  |   |      |            |                             |                     |                               |            |   |      |        |        |        |        |        |  |
|  | WC          | C Li M Tobón               | C Li M Tobón               | 6                         | 6           |  |  | WC               | C Li M Tobón               | C Li M Tobón               | 4                  | 4                  |   |      |            |                             |                     |                               |            |   |      |        |        |        |        |        |  |
|  |             | P Bertran AN Tudorica      | P Bertran AN Tudorica      | 4                         | 4           |  |  |                  |                            |                            |                    |                    |   |      |            | Sekou Bangoura Roy Stepanov | 2                   | 6                             | [10]       |   |      |        |        |        |        |        |  |
|  |             | L Gerch J Sperle           | L Gerch J Sperle           | L Gerch J Sperle          | w/o         |  |  |                  |                            |                            |                    |                    |   |      |            |                             | 2                   | Boris Arias Federico Zeballos | 6          | 1 | [12] |        |        |        |        |        |  |
|  |             | N Mejía JA Rodríguez       | N Mejía JA Rodríguez       | N Mejía JA Rodríguez      |             |  |  |                  | L Gerch J Sperle           | L Gerch J Sperle           | 4                  | 4                  |   |      |            |                             |                     |                               |            |   |      |        |        |        |        |        |  |
|  |             | H Casanova F Roncadelli    | H Casanova F Roncadelli    | 4                         | 2           |  |  | 3                | P Isaro K Stevenson        | P Isaro K Stevenson        | 6                  | 6                  |   |      |            |                             |                     |                               |            |   |      |        |        |        |        |        |  |
|  | 3           | P Isaro K Stevenson        | P Isaro K Stevenson        | 6                         | 6           |  |  |                  |                            |                            |                    |                    |   |      | 3          | P Isaro K Stevenson         | P Isaro K Stevenson | 2                             | 3          |   |      |        |        |        |        |        |  |
|  |             | B Braga V Braga            | B Braga V Braga            | B Braga V Braga           | w/o         |  |  |                  |                            | 2                          | B Arias F Zeballos | B Arias F Zeballos | 6 | 6    |            |                             |                     |                               |            |   |      |        |        |        |        |        |  |
|  | Alt         | JM La Serna L Midón        | JM La Serna L Midón        | JM La Serna L Midón       |             |  |  |                  | B Braga V Braga            | B Braga V Braga            | 2                  | 2                  |   |      |            |                             |                     |                               |            |   |      |        |        |        |        |        |  |
|  |             | P Boscardin Dias GI Justo  | P Boscardin Dias GI Justo  | P Boscardin Dias GI Justo |             |  |  | 2                | B Arias F Zeballos         | B Arias F Zeballos         | 6                  | 6                  |   |      |            |                             |                     |                               |            |   |      |        |        |        |        |        |  |
|  | 2           | B Arias F Zeballos         | B Arias F Zeballos         | B Arias F Zeballos        | w/o         |  |  |                  |                            |                            |                    |                    |   |      |            |                             |                     |                               |            |   |      |        |        |        |        |        |  |